# James Lee Peters
James Lee Peters (13 de agosto de 1889 – 19 de abril de 1952) fue un ornitólogo estadounidense, que se destacó por la elaboración de un monumental listado sistemático de todas las especies y subespecies de aves del mundo.

## Biografía
Nacido en Boston, Massachusetts, cursó sus primeros estudios en la Roxbury Latin School y sus estudios superiores en la Universidad de Harvard, donde se graduó en 1912.
Su interés por las aves, que gobernaría toda su vida, comenzó ya en su infancia, motivado por sus padres. En 1904 acompañó algunos especialistas en un viaje de colecta de aves a las Islas de la Magdalena; al mismo tiempo participó de paseos de observación liderados por Charles Johnson Maynard. En Harvard, conoció a Outram Bangs con quien luego desarrolló una relación próxima y amistosa, que ejerció una influencia fundamental en el joven ornitólogo y que lo entrenó en los meticulosos métodos que estarían presentes en todo su trabajo posterior.
Después de su graduación , entre 1912 y 1916, Peters realizó viajes a campo, principalmente para colecta de aves y mamíferos, a Quintana Roo, México, a varios estados de los Estados Unidos y a la República Dominicana, a servicio de instituciones como el Museo Peabody de Historia Natural, el Departamento de Agricultura de los Estados Unidos y el Museo de Anatomía Comparada de Harvard.
Después de servir al ejército duranta la Primera Guerra Mundial, entre 1919 y 1921 realizó un extenso viaje a Argentina, donde encontró a Alexander Wetmore, con quien viajó y realizó trabajos conjuntos en aquel país. Al volver a Estados Unidos, trabajó como ornitólogo asistente de Bangs; en 1928 como Curador asistente y en 1932 como Curador del Museo de Anatomía Comparada, cargo que ocupó hasta su muerte.
Entre 1922 y 1928 realizó viajes a Anguilla, a las Islas del Maíz, en el Caribe occidental y al este de Honduras, colectando especímenes. Este fue su último gran trabajo de campo antes de comenzar los estudios de colecciones de otros continentes, principalmente Asia y África, y al mismo tiempo a catalogar los especímenes de aves del Museo. Este trabajo sería la base de su “Check-list of Birds of the World” (1931–52), o simplemente “Peters' check-list” que fue su principal ocupación por el resto de su vida y por el que quedó mundialmente conocido.
En comparación a catálogos anteriores, com el escrito por Richard Bowdler Sharpe, la lista de Peters trajo varios avances significativos, entre otros el listado de subespecies (nomenclatura trinomial). Por los primeros cuatro volúmenes de la Lista, en 1940, recibió la Medalla Brewster de la AOU.
Mientras escribía su principal trabajo, también publicó trabajos más cortos, relacionados con colecciones que el museo recibía de diversas áreas, como África, Panamá, Perú y Borneo.
Peters falleció antes de finalizar su trabajo, y los últimos volúmenes, así como actualizaciones de los primeros fueron completadas por Ernst Mayr, James Greenway, Melvin Alvah Traylor Jr. y otros, siendo el último volumen, de número 16, publicado en 1987. Esta lista de control ha sido de gran influencia en la ornitológía, y ha sido usada, directa o indirectamente, como base para numerosas otras listas más actuales como The Clements Checklist of the Birds of the World de James Clements, The Howard and Moore Complete Checklist of the Birds of the World, la Distribution and Taxonomy of Birds of the World de Charles Sibley and Burt Monroe, la Lista de Aves de América del Norte de la AOU, y la Lista de aves de América del Sur del South American Classification Committee (SACC).
Participó de la American Ornithologists' Union, como asociado desde 1904, como miembro desde 1918 y ejerció la presidencia entre 1942 y 1945; también presidió la Comisión Internacional de Nomenclatura Zoológica (ICZN) por un período. También fue miembro de la Cooper Ornithological Society, de la Washington Academy of Sciences, de la American Society of Mammalogists, de la Society of Sistematics Zoologists y miembro emérito de la Academia Estadounidense de las Artes y las Ciencias. También fue miembro correspondiente de la Sociedad Ornitológica del Plata y de la Deustche Ornithologische Gesellschaft.

## Obra

### Algunas publicaciones
- Birds from the Northern Coast of the Dominican Republic, Bull. of the Museum of Comparative Zoology 61, 11.ª ed. 1917

- Notes on summer birds of northern Patagonia, Bull. of the Museum of Comparative Zoology 65, 9.ª ed. 1923

- Notes on the taxonymy of Ardea canadensis Linné, The Auk 42 (1): 120-122 1925.

- zusammen mit Outram Bangs: A collection of birds from southwestern New Guinea (Merauke coast and inland), Bull. of the Museum of Comparative Zoology 67, 12.ª ed. 1926

- A review of the races of Elaenia martinica (Linné), Occasional papers of the Boston Society of Natural History, 5, 1926, p. 197-202

- con Outram Bangs. Birds from the rain forest regions of Vera Cruz, Bull. of the Museum of Comparative Zoology 67, 15.ª ed. 1927

- The Virginia Nighthawk in the Bahamas, The Auk 44 (3): 421, 1927.

- The rediscovery of Myiarchus sclateri Lawr, The Auk 44 (3): 422-423, 1927.

- Streptoprocne Semicollaris (De Saussure) in Chihuahua, The Auk 44 (3): 424-425, 1927.

- Birds of the island of Anguilla, West Indies, The Auk 44 (4): 432-438, 1927.

- The Races of Amazona leucocephala (Linn.), The Auk 45 (3): 342-344, 1928.

- con Thomas Barbour. Two More Remarkable New Birds from Cuba, Proc. of the New England Zoological Club, IX, 1927, p. 95-97

- A Revision of the Golden Warblers. Dendroica petechia (Linne), Proc. of the Biological Society of Washington 40: 31-42, 1927.

- The North American races of Falco columbarius, Bull. of the Essex County [Mass.] Ornithological Club, 1927, p. 20-24.

- The Moults and Plumages of the Starling Sturnus vulgaris Linn., Bull. of the Essex County [Mass.] Ornithological Club, 1928, p. 21-25

- con Outram Bangs. A collection of birds from Oaxaca, Bull. of the Museum of Comparative Zoology 68, 8ª ed. 1928

- con Outram Bangs. Birds collected by Dr. Joseph F. Rock in western Kansu and eastern Tibet, Bull. of the Museum of Comparative Zoology, 1928.

- con Frederic Hedge Kennard. A collection of birds from the Almirante Bay region of Panama, Proc. of the Boston Soc. of Natural History 38, 10.ª ed. 1928.

- con Ludlow Griscom. A new rail and a new dove from Micronesia, Proc. of the New England Zoological Club, 10, 1928, p. 99–106.

- The Generic Name of the Tinamous Formerly Included in the Genus Crypturus Illiger, Proc. of the New England Zoological Club, 10, 1929, p. 113–114.

- con Ludlow Griscom. The Central American Races of Rupornis magnirostris, Proc. of the New England Zoological Club, 11, 1929, p. 43-48

- The Identity of Trogon Fulgidus Gould, The Auk 46 (1): 115-116, 1929.

- An ornithological survey in the Caribbean lowlands of Honduras, The Museum, 1929.

- The Identity of the Toucans Described by Linnaeus in the 10th and 12th Editions of the Systema Naturae, The Auk 47: 405-408, 3ª ed. 1930.

- Western Sandpiper in Massachusetts in Spring, The Auk 47 (4): 562-563, 1930.

- Buteo Platypterus in Porto Rico, The Auk 47 (4): 563, 1930.

- Notes on some night herons, Proc. of the Boston Soc. of Natural History 39, 7ª ed. 1930.

- Checklist of the Birds of the World Volume I Struthioniformes - Anseriformes, Cambridge, Harvard University Press, 1931.

- Additional notes on the birds of the Almirante Bay Region of Panama, Bull. of the Museum of Comparative Zoology 71, 5ª ed. 1931

- Outram Bangs, Science 76 (1972): 337-339, 1932.

- Outram Bangs, 1863-1932, The Auk 50 (3): 265-274, 1933 (ingl. PDF; 573 kB)

- Checklist of the Birds of the World Volume II Galliformes, Gruiformes, Charadriiformes, Cambridge, Harvard University Press, 1934.

- Generic limits of some fruit pigeons, Proc. of the 8th International Ornithological Congress, 1934, p. 371-391

- The Martinique form of the ground dove, The Auk 51, 4ª ed. 1934.

- Checklist of the Birds of the World Volume III Columbiformes, Psittaciformes, Cambridge, Harvard University Press, 1937.

- zusammen mit Ludlow Griscom: Geographical variation in the Savannah sparrow, Bull. of the Museum of Comparative Zoology 80, 13 ed. 1938.

- Checklist of the Birds of the World Volume IV Cuculiformes, Strigiformes, Caprimulgiformes, Apodes, Cambridge, Harvard University Press, 1940

- con Arthur Loveridge. Scientific Results of a fourth expedition to forested areas on East and Central Africa: Birds, v. 2, Bull. of the Museum of Comparative Zoology 89, 5ª ed. 1942.

- First supplement to the list of types of birds now in the Museum of Comparative Zoology, Bull. of the Museum of Comparative Zoology 92, 2ª ed. 1943

- con John Augustus Griswold (Jr) Birds of the Harvard Peruvian Expedition, Bull. of the Museum of Comparative Zoology 92, 4ª ed. 1943.

- Checklist of the Birds of the World Volume V Trochili, Coliiformes, Trogoniformes, Coraciiformes, Cambridge, Harvard University Press, 1945

- Checklist of the Birds of the World Volume VI Piciformes, Cambridge, Harvard University Press, 1948

- con Charles Henry Blake. Microsittace not different generically from Enicognathus, The Auk 65: 288-289, 2.ª ed. 1948.

- Thomas Barbour, 1884–1946, The Auk 65: 432-438, 3ª ed. 1948.

- Checklist of the Birds of the World Volume VII Eurylaimidae - Rhinocryptidae, Cambridge, Harvard University Press, 1951

- con Arthur Loveridge. Zoological results of a fifth expedition to East Africa: Birds from Nyasaland and Tete, Bull. of the Museum of Comparative Zoology, v. 110; v. 112. 1953

- Después de su muerte más volúmenes aparecieron con la adición A Contribution of the Work of James L. Peters. Los siguientes autores completaron la obra en vida de Peters:

- V. 1, 2.ª ed. Überarbeitet de Ernst Mayr y George William Cottrell Jr
- V. 8: Melvin Alvah Traylor Jr. con Dean Amadon, Ernst Mayr, David William Snow sowie John Todd Zimmer
- V. 9: Ernst Mayr, James Greenway
- V. 10: Ernst Mayr, Raymond Andrew Paynter, Jr. Herbert Girton Deignan, Sidney Dillon Ripley
- V. 11: Ernst Mayr, George William Cottrell Jr. Melvin Alvah Traylor Jr, George Elder Watson
- V. 12: Raymond Andrew Paynter, Ernst Mayr, James Cowan Greenway, Reginald Ernest Moreau, Finn Salomonsen y David William Snow
- V. 13: Raymond Andrew Paynter, Ernst Mayr, Robert Winthrop Storer
- V 14: Raymond Andrew Paynter, Ernst Mayr, Emmet Reid Blake, James Cowan Greenway, George Hines Lowery, Burt Leavelle Monroe, Austin Loomer Rand, Melvin Alvah Traylor
- V. 15: Ernst Mayr, James Cowan Greenway, Dean Amadon, Emmet Reid Blake, Reginald Ernest Moreau, Charles Vaurie
- V. 16: Raymond Andrew Paynter

## Honores
Le fue concedida la Medalla Brewster de la AOU en 1940 por su trabajo “Check-list of Birds of the World”.

## Abreviatura (zoología)
La abreviatura Peters, JL  se emplea para indicar a James Lee Peters como autoridad en la descripción y taxonomía en zoología.